# Liste des coureurs du Tour de France 2004
Pour un article plus général, voir Tour de France 2004.
Le Tour de France 2004 a été disputé par 188 coureurs répartis dans 21 équipes; 149 arrivants.
La liste des coureurs du Tour de France 2004 est indiquée ci-dessous, classée par équipe et par numéro de maillot.

## US Postal
- 1.  Lance Armstrong (DSQ en 2012)
- 2.  José Azevedo
- 3.  Manuel Beltrán
- 4.  Viatcheslav Ekimov
- 5.  George Hincapie
- 6.  Floyd Landis
- 7.  Benjamín Noval
- 8.  Pavel Padrnos
- 9.  José Luis Rubiera

## T-Mobile
- 11.  Jan Ullrich
- 12.  Rolf Aldag
- 13.  Santiago Botero
- 14.  Giuseppe Guerini
- 15.  Sergueï Ivanov
- 16.  Matthias Kessler (NP 11e)
- 17.  Andreas Klöden
- 18.  Daniele Nardello
- 19.  Erik Zabel

## Phonak
- 21.  Tyler Hamilton (A 13e)
- 22.  Martin Elmiger
- 23.  Santos González
- 24.  Bert Grabsch
- 25.  José Enrique Gutiérrez
- 26.  Nicolas Jalabert
- 27.  Óscar Pereiro
- 28.  Santiago Pérez
- 29.  Óscar Sevilla

## Euskaltel - Euskadi
- 31.  Iban Mayo (NP 15e)
- 32.  Iker Camaño
- 33.  David Etxebarria
- 34.  Unai Etxebarria
- 35.  Iker Flores
- 36.  Íñigo Landaluze
- 37.  Egoi Martínez
- 38.  Haimar Zubeldia (A 13e)

## Fassa Bortolo
- 41.  Alessandro Petacchi (NP 6e étape)
- 42.  Marzio Bruseghin
- 43.  Fabian Cancellara
- 44.  Juan Antonio Flecha
- 45.  Aitor González
- 46.  Kim Kirchen
- 47.  Filippo Pozzato
- 48.  Matteo Tosatto
- 49.  Marco Velo (A 3e étape)

## Crédit agricole
- 51.  Christophe Moreau
- 52.  Alexandre Botcharov
- 53.  Julian Dean
- 54.  Pierrick Fédrigo
- 55.  Patrice Halgand
- 56.  Sébastien Hinault (A 10e étape)
- 57.  Thor Hushovd
- 58.  Sébastien Joly
- 59.  Benoît Salmon

## Team CSC
- 61.  Ivan Basso
- 62.  Kurt Asle Arvesen
- 63.  Michele Bartoli (A 17e étape)
- 64.  Bobby Julich
- 65.  Andrea Peron
- 66.  Jakob Piil (NP 15e étape)
- 67.  Carlos Sastre
- 68.  Nicki Sørensen
- 69.   Jens Voigt

## Illes Balears - Banesto
- 71.  Francisco Mancebo
- 72.  Daniel Becke (A 17e étape)
- 73.  José Vicente García Acosta
- 74.  José Iván Gutiérrez
- 75.  Vladimir Karpets
- 76.  Denis Menchov (A 13e étape)
- 77.  Aitor Osa
- 78.  Mikel Pradera (A 12e étape)
- 79.  Xabier Zandio

## Gerolsteiner
- 81.  Georg Totschnig
- 82.  René Haselbacher (NP 7e étape)
- 83.  Danilo Hondo
- 84.  Sebastian Lang
- 85.  Sven Montgomery (A 7e étape)
- 86.  Uwe Peschel
- 87.  Ronny Scholz
- 88.  Fabian Wegmann (A 13e étape)
- 89.  Peter Wrolich

## Cofidis
- 91.  Stuart O'Grady
- 92.  Frédéric Bessy (NP 3e étape)
- 93.  Jimmy Casper
- 94.  Christophe Edaleine
- 95.  Jimmy Engoulvent
- 96.  Dmitriy Fofonov
- 97.  David Moncoutié
- 98.  Janek Tombak (A 17e étape)
- 99.  Peter Farazijn

## Quick Step-Davitamon
- 101.  Richard Virenque
- 102.  Paolo Bettini
- 103.  Tom Boonen
- 104.  Davide Bramati (HD 16e étape)
- 105.  Laurent Dufaux
- 106.  Servais Knaven
- 107.  Juan Miguel Mercado
- 108.  Michael Rogers
- 109.  Stefano Zanini

## Liberty Seguros
- 111.  Roberto Heras (NP 17e étape)
- 112.  Dariusz Baranowski
- 113.  Allan Davis
- 114.  Igor González de Galdeano
- 115.  Jan Hruška
- 116.  Isidro Nozal
- 117.  Marcos Serrano
- 118.  Christian Vande Velde
- 119.  Ángel Vicioso (A 10e étape)

## Brioches La Boulangère
- 121.  Sylvain Chavanel
- 122.  Walter Bénéteau
- 123.  Anthony Charteau
- 124.  Maryan Hary (HD 5e étape)
- 125.  Laurent Lefèvre (NP 17e étape)
- 126.  Jérôme Pineau
- 127.  Franck Renier
- 128.  Didier Rous (A 17e étape)
- 129.  Thomas Voeckler

## Alessio-Bianchi
- 131.  Magnus Bäckstedt (A 11e étape)
- 132.  Fabio Baldato
- 133.  Alessandro Bertolini (NP 17e étape)
- 134.  Pietro Caucchioli
- 135.  Martin Hvastija (NP 9e étape)
- 136.  Marcus Ljungqvist
- 137.  Claus Michael Møller
- 138.  Andrea Noè
- 139.  Scott Sunderland

## AG2R Prévoyance
- 141.  Laurent Brochard
- 142.  Mikel Astarloza
- 143.  Samuel Dumoulin (NP 9e étape)
- 144.  Stéphane Goubert
- 145.  Jaan Kirsipuu (A 9e étape)
- 146.  Yuriy Krivtsov
- 147.  Jean-Patrick Nazon
- 148.  Nicolas Portal
- 149.  Mark Scanlon

## Rabobank
- 151.  Levi Leipheimer
- 152.  Michael Boogerd
- 153.  Bram de Groot
- 154.  Erik Dekker
- 155.  Karsten Kroon
- 156.  Marc Lotz
- 157.  Grischa Niermann
- 158.  Michael Rasmussen
- 159.  Marc Wauters

## FDJeux.com
- 161.  Bradley McGee (A 5e étape)
- 162.  Sandy Casar
- 163.  Baden Cooke
- 164.  Carlos Da Cruz
- 165.  Bernhard Eisel
- 166.  Frédéric Guesdon
- 167.  Christophe Mengin
- 168.  Jean-Cyril Robin
- 169.  Matthew Wilson

## Saeco
- 171.  Gilberto Simoni
- 172.  Stefano Casagranda (NP 9e étape)
- 173.  Mirko Celestino (A 10e étape)
- 174.  Salvatore Commesso
- 175.  Gerrit Glomser (A 13e étape)
- 176.  David Loosli
- 177.  Jörg Ludewig
- 178.  Evgueni Petrov
- 179.  Marius Sabaliauskas

## Lotto-Domo
- 181.  Robbie McEwen
- 182.  Christophe Brandt (NP 7e étape)
- 183.  Nick Gates (HD 1re étape)
- 184.  Thierry Marichal
- 185.  Axel Merckx
- 186.  Koos Moerenhout
- 187.  Wim Vansevenant
- 188.  Rik Verbrugghe
- 189.  Aart Vierhouten (HD 16e étape)

## Domina Vacanze
- 191.  Mario Cipollini(NP 6e étape)
- 192.  Gian Matteo Fagnini (A 2e étape)
- 193.  Massimo Giunti (A 17e étape)
- 194.  Sergio Marinangeli (NP 13e étape)
- 195.  Massimiliano Mori
- 196.  Michele Scarponi
- 197.  Francesco Secchiari
- 198.  Filippo Simeoni
- 199.  Paolo Valoti(A 15e étape)

## RAGT Semences
- 201.  Christophe Rinero
- 202.  Guillaume Auger
- 203.  Pierre Bourquenoud
- 204.  Gilles Bouvard
- 205.  Sylvain Calzati
- 206.  Frédéric Finot
- 207.  Christophe Laurent
- 208.  Ludovic Martin
- 209.  Eddy Seigneur(HD 4e étape)

NP : Non-partant ; C : abandon sur chute ; A : abandon en cours d'étape ; HD : hors délai.